# الانتخابات البرلمانية العراقية (1948)
أجريت الانتخابات البرلمانية في العراق في 15 حزيران 1948 لانتخاب أعضاء مجلس النواب. وفاز المستقلون بأغلبية المقاعد.